# Misool
Misool is een eiland in de Indonesische provincie West-Papoea. Het ligt tussen Gebe en Salawati. Het is 2041 km² groot en het hoogste punt is 565 m. Misool maakt deel uit van de Raja Ampat Eilanden.

## Zoogdieren
De volgende zoogdieren komen er voor:
- Echymipera kalubu
- Echymipera rufescens
- Dorcopsis muelleri
- Phalanger orientalis
- Spilocuscus maculatus
- Petaurus breviceps
- Macroglossus minimus
- Nyctimene aello
- Pteropus conspicillatus
- Asellicus tricuspidatus
- Pipistrellus papuanus